# NGC 4253
NGC 4253 (другие обозначения — UGC 7344, IRAS12159+3005, MCG 5-29-51, ZWG 158.61, MK 766, KUG 1215+300, PGC 39525) — спиральная галактика с перемычкой (SBa) в созвездии Волосы Вероники.
Этот объект входит в число перечисленных в оригинальной редакции «Нового общего каталога».
Галактика NGC 4253 входит в состав группы галактик NGC 4185. Помимо NGC 4253 в группу также входят ещё 12 галактик.
Является сейфертовской галактикой, имеет околоядерную эмиссию, вытянутую на 1,5 кпк к северо-востоку.